# Riccardo Hellmuth Seidl
Riccardo Hellmuth Seidl, anche Helmut in tedesco o italianizzato Elmo (Napoli, 19 aprile 1904 – La Galite, 27 settembre 1941), è stato un militare e aviatore italiano, particolarmente distintosi nella specialità aerosiluranti della Regia Aeronautica durante la seconda guerra mondiale. Per il suo comportamento nell'ultima missione fu decorato con la medaglia d'oro al valor militare alla memoria.

## Biografia
Nacque a Napoli il 19 aprile 1904, ed entrò come allievo all'Accademia Navale di Livorno uscendone con il grado di guardiamarina nel 1925, per essere poi promosso a quello di sottotenente di vascello nel 1927. Conseguì il brevetto di pilota di idrovolanti e fu imbarcato su diversi incrociatori. Nel gennaio 1933 passò nella Regia Aeronautica, e con il grado di capitano, comandò le squadriglie 166ª e 201ª Squadriglia, passando poi all'88º Gruppo Autonomo C.M.
Nel 1938 partì volontario per la guerra di Spagna e comandò un gruppo da bombardamento veloce, ottenendo due Medaglie d'argento al valor militare. Tornato in Italia venne promosso al grado di tenente colonnello e nel marzo 1941 a quello di colonnello.

### La costituzione della specialità aerosiluranti
Con l'entrata nella seconda guerra mondiale dell'Italia a fianco della Germania, il 10 giugno 1940, la Regia Aeronautica si trovò a dover fronteggiare la minaccia della flotta britannica nel mar Mediterraneo. A cominciare dall'agosto 1940, venne sperimentata e poi sviluppata la specialità aerosiluranti. Vennero creati diversi gruppi di volo e dislocati in Africa settentrionale, nel mare Egeo, in Sicilia e Sardegna. Nel gennaio 1941 vennero affiancati ai Savoia-Marchetti S.79 Sparviero i più moderni, ma deludenti, Savoia-Marchetti S.M.84.

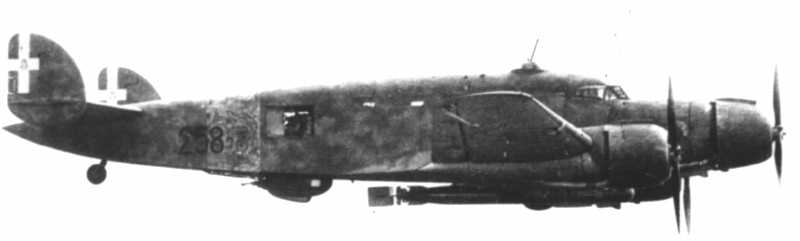
Il Savoia-Marchetti S.M.84 in versione aerosilurante

Il 36º Stormo fu costituito il 1º febbraio 1938 con base l'aeroporto “Fausto Pesci”, da cui il primo distintivo con le due torri bolognesi. Nel corso del conflitto operò con i citati SM.79 e S.M.81 Pipistrello, ma come stormo da bombardamento in Albania, Jugoslavia, Tunisia e Malta. Nell'estate del 1941, venne convertito in stormo aerosiluranti e rischierato sull'aeroporto di Decimomannu, in Sardegna, in attesa della prima missione di combattimento nel nuovo impiego. Il comandante dello stormo era il colonnello Riccardo Helmut Seidl, succeduto al parigrado Carlo Drago.

### L'attacco al convoglio Halberd
Il 27 settembre 1941 alle 08:18 un ricognitore italiano individuò un gruppo di navi britanniche al largo dell'isola La Galite, 80 km a nord della Tunisia e lanciò l'allarme. Venne indicata la presenza di una portaerei, una nave da battaglia, quattro incrociatori e altre navi minori. Si trattava del convoglio Halberd partito da Gibilterra con lo scopo di rifornire Malta, e composto in realtà dalla portaerei Ark Royal, dalle navi da battaglia Prince of Wales, Rodney e Nelson, e da cinque incrociatori. Completavano la potente formazione navale i 18 cacciatorpediniere di scorta.
Le condizioni meteorologiche non erano buone, ma alle 12:15 undici aerosiluranti S.M.84 del 36º Stormo decollarono su allarme dall'aeroporto di Decimomannu. Il col. Seidl comandante dello stormo pilotava uno degli aerei alla testa del 109º Gruppo, mentre il maggiore Arduino Buri guidava il 108º Gruppo. Si unirono alla missione altri undici aerosiluranti S.79 del 130º Gruppo decollati quasi mezz'ora prima dal vicino aeroporto di Cagliari-Elmas. La scorta era composta da aerei da caccia Fiat C.R.42 Falco del 24º Gruppo (XXIV Gruppo)..
Durante il volo, i gruppi si separarono anche per le cattive condizioni meteorologiche. Essendo gli S.M.84 più veloci, furono i primi ad arrivare sulle navi inglesi. Il 108º Gruppo del maggiore Buri, composto da cinque S.M.84 fu il primo ad avvistare il convoglio inglese e alle 13:00 attaccò. Colpito dalla contraerea il velivolo del ten. Danilo Barro entrò in collisione con quello del cap. Alfonso Rotolo ed entrambi precipitarono in mare, mentre quello del sott. ten. Pier Vincenzo Morelli fu abbattuto dopo il lancio del siluro. Malgrado il sacrificio degli equipaggi, nessun bersaglio venne colpito.
Seidl arrivò insieme agli altri quattro aerosiluranti del 109º Gruppo per secondo e alle 13:30 ordinò l'attacco. L'aereo del capitano Giusellino Verna venne abbattuto dai caccia inglesi Fairey Fulmar di scorta che tentarono di impedire l'avvicinamento degli aerei italiani. Il colonnello Seidl insieme all'aereo del capitano Bartolomeo Tomasino proseguirono sotto il fuoco nemico l'attacco alla HMS Nelson. La nave venne colpita da un siluro e danneggiata gravemente, secondo alcune fonti da Seidl, ma entrambi gli aerei vennero abbattuti dall'antiaerea della ''Prince of Wales e dello Sheffield.
Il danneggiamento della HMS Nelson è accreditato da alcune fonti all'allora maggiore Arduino Buri che fu tra i pochi a rientrare e rivendicò il risultato negli anni che seguirono, durante e dopo il conflitto. Ricerche successive incrociate con i dati dell'ammiragliato britannico fanno ritenere che Buri attaccò con il suo gregario la Rodney confondendola con la gemella Nelson, mancandola. Le ricostruzioni del dopoguerra ritengono che sia stata la seconda ondata a colpire la Nelson e poiché è stato il primo dei due aerei a mettere a segno il siluro, è probabile sia stato Seidl a colpire il bersaglio. Nessuno di quegli aerei ritornò indietro e l'attribuzione rimane controversa.
Alla fine delle diverse ondate, furono sette gli aerei italiani abbattuti. Seidl, Tomasino, Rotolo e Verna morirono quel giorno e insieme a loro cadde il sergente maggiore Luigi Valotti che, con il suo caccia Fiat C.R.42 Falco, aveva tentato di distrarre l'artiglieria antiaerea compiendo evoluzioni acrobatiche sopra le navi finendo a sua volta abbattuto e ucciso. A tutti e quattro i piloti degli aerosiluranti venne assegnata la Medaglia d'oro al valor militare alla memoria, mentre a Valotti quella di bronzo.
La corazzata Nelson dopo i danni subiti ritornò per le riparazioni nel Regno Unito e rientrò in servizio nel Mediterraneo solo nell'agosto 1942. Partecipò alle scorte ai convogli per Malta, all'operazione Torch in Algeria nel novembre 1942, all'invasione della Sicilia nel luglio 1943 e al bombardamento costiero di Salerno nel settembre 1943. Il generale Dwight D. Eisenhower e il maresciallo Badoglio firmarono il testo finale dell'armistizio italiano proprio sulla Nelson il 29 settembre 1943.
Al colonnello Riccardo Hellmuth Seidl è stato intitolato il 36º Stormo dell'Aeronautica Militare.

### Fonti
1. 1 2 3  Ufficio Storico dell'Aeronautica Militare 1969, p. 260.
2. 1 2  Cfr. a p. 7 sulla Gazzetta Ufficiale del Regno d'Italia n. 080 del 7 aprile 1938
3. ↑   Sebastiano Tringali, Gli Aerosiluranti Italiani, su regiamarina.net, www.regiamarina.net. URL consultato il 3 giugno 2007 (archiviato dall'url originale il 3 giugno 2007).
4. 1 2 3 4  Ufficio Storico dell'Aeronautica Militare 1977, p. 115.
5. 1 2  Ufficio Storico dell'Aeronautica Militare 1977, p. 116.
6. 1 2 3 4 5 6 7  (EN) Capitano Corrado Santoro, su surfcity.kund.dalnet.se, Biplane fighter aces. URL consultato il 2 giugno 2007.
7. ↑  Ufficio Storico dell'Aeronautica Militare 1977, p. 119.
8. 1 2 3 4  Gori 2006, p. 17.
9. 1 2 3 4 5 6  Gori 2006, p. 18.
10. 1 2 3 4 5  Gori 2006, p. 20.
11. ↑   Giuliano Buri, I vittoriosi dell'Italia sconfitta (DOC), su ancastellanza.it. URL consultato il 3 giugno 2007 (archiviato dall'url originale il 29 settembre 2007).
12. ↑  Ufficio Storico dell'Aeronautica Militare 1969, p. 117.
13. ↑  Ufficio Storico dell'Aeronautica Militare 1969, p. 251.
14. ↑  Ufficio Storico dell'Aeronautica Militare 1969, p. 278.
15. ↑  Bollettino Ufficiale 1941, disp.48, pag.2280, e Bollettino Ufficiale 1942, disp.8, pag.368 cfr. a p. 18 sulla Gazzetta Ufficiale del Regno d'Italia n.115 del 15 maggio 1942-XX.